# Tojohanitra Andriamanjatoarimanana
Tojohanitra Tokin'aina Andriamanjatoarimanana (ur. 31 października 1990) – madagaskarska pływaczka, uczestniczka igrzysk olimpijskich.
Reprezentowała Madagaskar na Letnich Igrzyskach Olimpijskich 2004 odbywających się w Atenach. W eliminacjach na 50 m stylem dowolnym osiągnęła czas 29,35 s, który nie premiował awansu do finału, a w końcowej klasyfikacji zajęła 56. miejsce. Podczas igrzysk olimpijskich 2008 w Pekinie w tej samej konkurencji udział zakończyła na eliminacjach z czasem 28,54 s i 60. miejscem w klasyfikacji końcowej.